# Чемпионат Азии по волейболу среди старших молодёжных команд
Чемпионаты Азии по волейболу среди старших молодёжных команд — соревнования для старших молодёжных волейбольных сборных стран Азии, Австралии и Океании, проводившиеся под эгидой Азиатской конфедерации волейбола (AVC).
Проводились в 2015—2019 по нечётным годам среди мужских и женских команд. В соревнованиях участвовали спортсмены возрастом до 23 лет. 

## Мужские соревнования
Призёры
| Год  | Место проведения  | 1-е место | 2-е место   | 3-е место |
| ---- | ----------------- | --------- | ----------- | --------- |
| 2015 | Нейпьидо (Мьянма) | Иран      | Южная Корея | Тайвань   |
| 2017 | Ардебиль (Иран)   | Иран      | Япония      | Тайвань   |
| 2019 | Нейпьидо (Мьянма) | Тайвань   | Индия       | Япония    |

## Женские соревнования
Призёры
| Год  | Место проведения          | 1-е место | 2-е место | 3-е место   |
| ---- | ------------------------- | --------- | --------- | ----------- |
| 2015 | Пасиг (Филиппины)         | Китай     | Таиланд   | Южная Корея |
| 2017 | Накхонратчасима (Таиланд) | Япония    | Таиланд   | Вьетнам     |
| 2019 | Ханой (Вьетнам)           | Китай     | КНДР      | Вьетнам     |